# Мурыгино (Починковский район)
Мурыгино — деревня в Починковском районе Смоленской области России. Административный центр Мурыгинского сельского поселения.

## География
Расположена в центральной части области в 16 км к северу от Починка на автодороге А141 Орёл — Витебск.

## Население
Население деревни — 734 человека (2007).

## Экономика
Кирпичный завод, льнозавод, маслосырзавод.

## Достопримечательности
- В четырёх километрах к востоку от деревни Мурыгино находится место (ранее д. Кимборово), где 31 марта (12 апреля по новому стилю) 1839 г. родился русский учёный и путешественник Николай Михайлович Пржевальский.

- Памятник в честь павших советских воинов в ВОВ